# Produktaktivering
Produktaktivering är en procedur för att validera licenser som krävs för vissa proprietära (låsta) programvaror till datorer. I en form refererar produktaktivering till en metod som uppfanns av Ric Richardson och som patenterades av Uniloc i Australien. Det fungerar så att mjukvaran hashar ett serienummer från datorns hårdvara och ett ID-nummer specifikt för produktens licens (en produktnyckel) för att skapa ett unik installations-ID. Denna installations-ID skickas till tillverkaren för att bekräfta äktheten hos produktnyckeln och försäkra sig om att produktncykeln endast används för till exempel en installation eller andra begränsningar som tillverkaren bestämt.